# Todavía (canción)
"Todavía" es una canción de Cruz Martínez y Los Super Reyes. Es el segundo sencillo del disco Cumbia con Soul (2009). Fue lanzado el 16 de octubre de 2009. Se lanzó un EP en la iTunes Store mexicana el 11 de noviembre de 2009.

## Lista de canciones
- EP iTunes México[2]

1. "Todavía" – 3:48
2. "Todavía (Versión Radio)" - 3:48
3. "Todavía (Versión Super Banda)" - 4:21
4. "Todavía (Acapelas Bcks DJ Remixer Versión 2)" - 3:54
5. "Todavía (Acapelas Lds DJ Remixer Versión 1)" - 3:54

## Personal
- Escrito por Cruz Martínez y Juan Paulo Hernández
- Producida por Cruz Martínez.
- Voz principal de Pangie y Abel Talamantez